# Eberhard Mehl
Eberhard Mehl (ur. 20 kwietnia 1935 w Kolonii, zm. 29 marca 2002 w Koblencji) – niemiecki florecista, brązowy medalista olimpijski 
Na igrzyskach olimpijskich w Rzymie w 1960 roku Wspólna Reprezentacja Niemiec w składzie: Jürgen Brecht, Timo Gerresheim, Eberhard Mehl i Jürgen Theuerkauff zdobyła brązowy medal w zawodach drużynowych. W zawodach indywidualnych odpadł w ćwierćfinałach. Na rozgrywanych cztery lata później igrzyskach olimpijskich w Tokio był piąty drużynowo. W rywalizacji indywidualnej tym razem nie startował.
Nie zdobył medalu mistrzostw świata.
Po zakończeniu kariery pracował jako trener.